# 크리티아스
크리티아스(그리스어: Κριτίας, 기원전 460년 ~ 기원전 403년)은 고대 아테네의 정치가, 철학자이다. 플라톤과 친척 관계에 있었으며, 소크라테스의 제자였다.
삼십인 참주의 우두머리가 되어 공포 정치를 행하다가 8개월만에 타도되었다.